# Haplometrana intestinalis
Haplometrana intestinalis är en plattmaskart. Haplometrana intestinalis ingår i släktet Haplometrana och familjen Macroderoididae. Inga underarter finns listade i Catalogue of Life.